# Genolinea tanyopa
Genolinea tanyopa är en plattmaskart. Genolinea tanyopa ingår i släktet Genolinea och familjen Hemiuridae. Inga underarter finns listade i Catalogue of Life.